# メフメト・アブデュルアズィズ・オスマンオウル
メフメト・アブデュルアズィズ・オスマンオウル（Mehmed Abdülaziz Osmanoğlu、1901年9月26日 - 1977年1月19日）は、オスマン帝国の帝家であったオスマン家の第40代家長で、帝位（パーディシャーおよびカリフ）請求者（請求期間：1973年 - 1977年）。

## 生涯
父はオスマン帝国第32代皇帝アブデュルアズィズとその第5夫人ゲヴヘリ・デルデュンジュ・カドゥン・エフェンディ（Gevheri Dördüncü Kadın Efendi）の間の息子で、オスマン帝国海軍の少将だったメフメト・セイフェディン・エフェンディ（Mehmed Seyfeddin Efendi）皇子。母はその第1夫人でグルジア系のネジェム・フェレク・ハヌム（Necem Felek Hanım）である。1973年に死去したオスマン・フアトからオスマン家家長を引き継ぎ、名目上の皇帝「アブデュルアズィズ2世（II. Abdülaziz）」を称したが、1977年に南仏のニースで死去した。
1929年2月21日にカイロにおいて、エジプトのムハンマド・アリー王家の血を引くベルケマル・イェゲン・ハヌム（Berkemal Yegen Hanım）と結婚し、間に一人娘のヒュッレム・アブデュルアズィズ（1939年 - 1999年）をもうけた。